# Montserrat (Antilles)
Pour les articles homonymes, voir Montserrat.

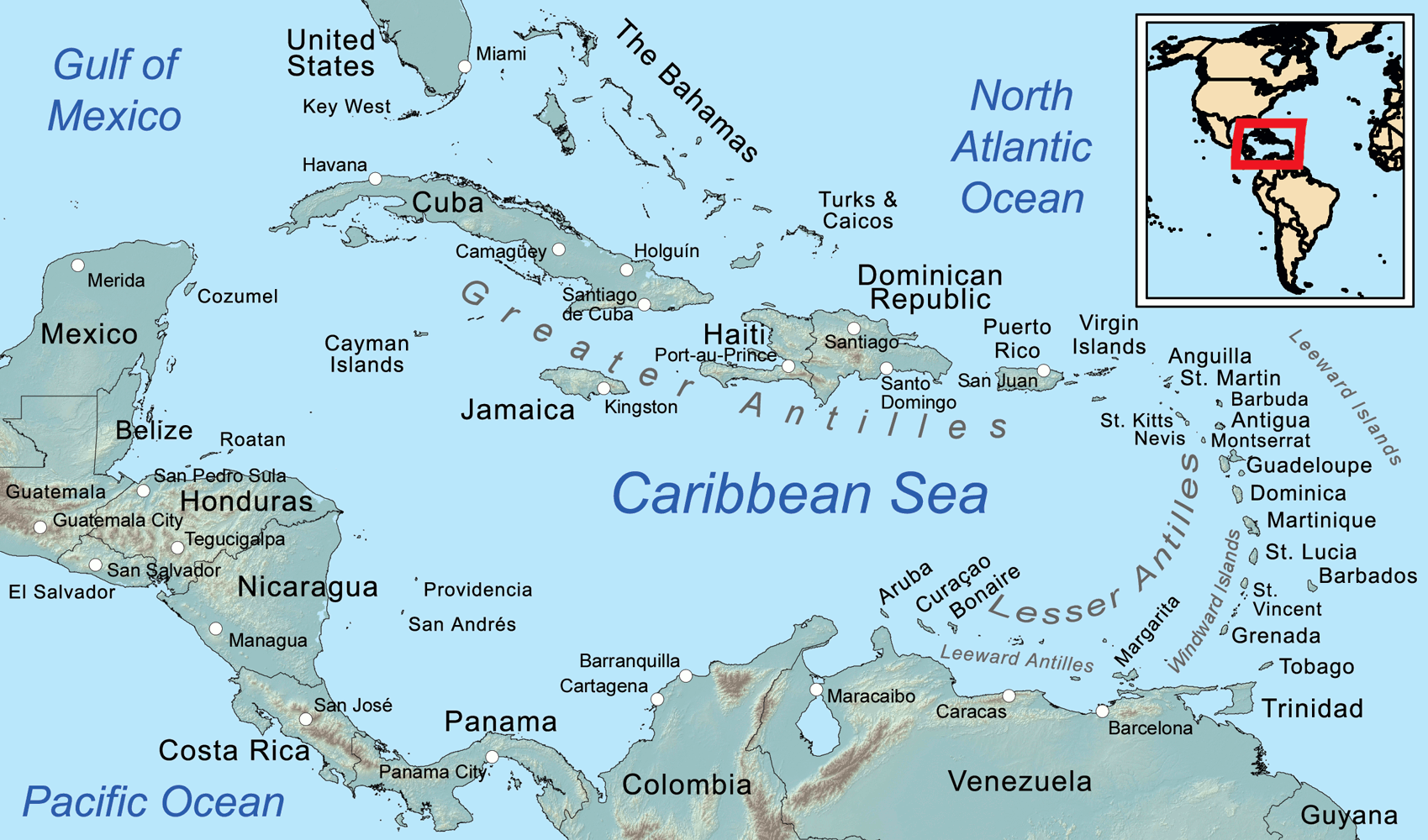
Carte générale de l'espace caraïbe

Montserrat est une petite île des Caraïbes située dans l'arc formé par les Petites Antilles dans l'Est de la mer des Caraïbes. C'est un territoire britannique d'outre-mer doté d'un régime parlementaire, dont le pouvoir exécutif est dirigé par un Premier ministre. Le chef d'État en est le roi Charles III qui est représenté par un gouverneur nommé par le gouvernement britannique. Elle est souvent décrite comme l'île d'émeraude des Caraïbes, à cause de sa ressemblance avec les côtes de l'Irlande et de la présence sur l'île de descendants d'Irlandais, qui ont fait partie des premiers colons européens.
Le 18 juillet 1995, le volcan de la Soufrière, jusqu'alors en sommeil, entre en activité et une première éruption cause des dégâts dans la capitale Plymouth. Le 25 juin 1997, une violente éruption entraîne la destruction totale de la ville, de son aéroport (aéroport W. H. Bramble), ainsi que de la partie méridionale de l'île, la rendant de fait inhabitable. Les deux tiers de la population de l'île sont ainsi contraints de quitter leurs habitations et de se réfugier dans le nord de l'île ou dans les îles proches, notamment Antigua. Les éruptions continuent encore aujourd'hui, mais à un rythme moins soutenu. Cette activité volcanique destructrice explique pourquoi l'île est aussi surnommée la « Pompéi des Caraïbes ».
Depuis la destruction totale de Plymouth, les bâtiments gouvernementaux sont déplacés à Brades, dans le nord de l'île. La moitié sud de l'île reste inhabitable pendant au moins une décennie.
Les habitants de l'île se nomment les Montserratiens et Montserratiennes. Toutefois, le terme de « Stratians » (prononcer « Strashans ») est couramment utilisé par la population.

## Histoire

### Ère précolombienne
Avant la colonisation européenne, l'île est habitée par les Autochtones Ciboneys il y a 2 500 ans. Les Arawaks en deviennent les principaux habitants à partir du Ier siècle, puis les Kalinago (Caribes / Karib / Caraïbes) à partir du VIIIe siècle.

### Colonisation européenne

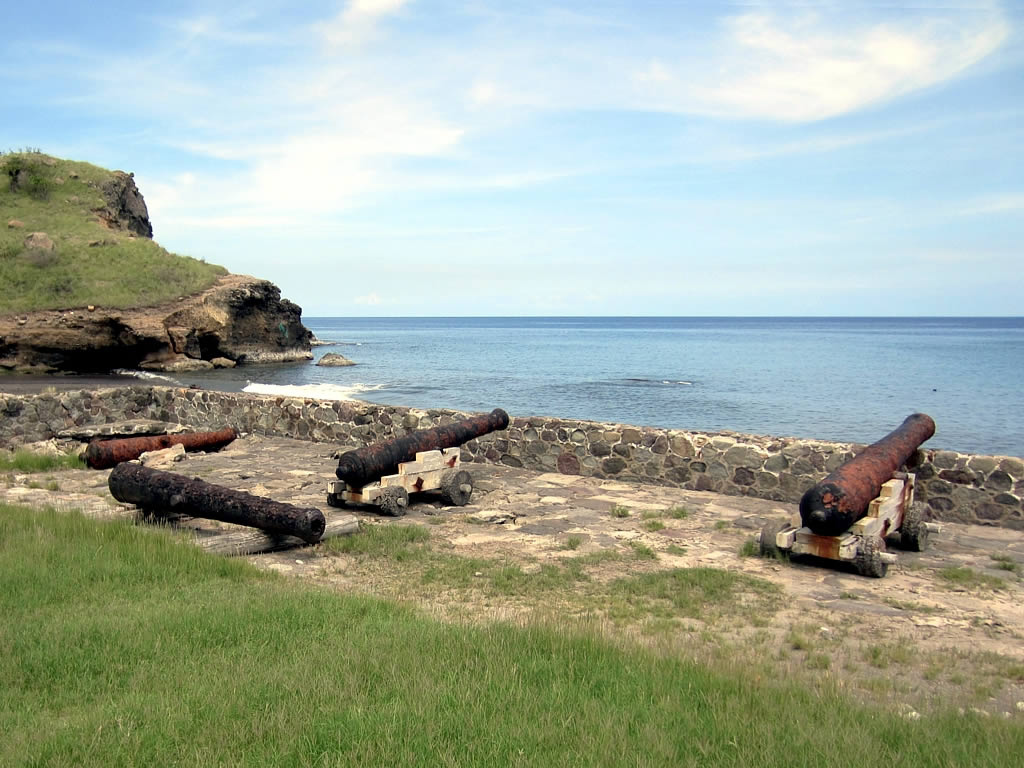
Anciens canons à Carr's Bay.

L'île est découverte en 1493 par Christophe Colomb qui la baptise en référence, selon les sources, soit au massif de Montserrat, une montagne voisine de Barcelone, soit à l'abbaye de Montserrat située dans ce massif. L'île est colonisée par la France à partir de 1605, mais elle est convoitée par la Grande-Bretagne dès cette époque. De la France, l'île gardera le nom de « Soufrière » pour sa montagne-volcan. Des esclaves africains y sont déportés. L'île passe sous contrôle anglais en 1632.
À cette même date, un groupe d'Irlandais est déporté de Saint-Christophe-et-Niévès : Thomas Warner, gouverneur de cette île, craint que la population irlandaise en majorité catholique de Saint-Christophe-et-Niévès ne s'allie avec les Français dans leurs efforts pour reprendre l'île. Le statut de cette population irlandaise installée à Montserrat est celui d'engagés.
Après la conquête de l’Irlande par Olivier Cromwell en 1649, les Britanniques déportent à Montserrat des Irlandais qui doivent travailler dans les plantations de sucre et de tabac. A la différence des esclaves africains, les Irlandais peuvent devenir propriétaires après 7 ans de travail.
En 1678, les Irlandais représentent 69 % de la population de l'île.
Originaire du Wessex, en Angleterre, le capitaine Anthony Brisket est le premier gouverneur anglais, de 1632 à 1649, son beau-frère Roger Osborne lui succéde, puis son fils Anthony II Brisket, de 1662 à 1667 et ensuite William Stapleton. Sa famille détient 1 400 acres de plantation sur l'île en 1666.
Entre 1712 et 1713, et entre 1757 et 1763, l'île est occupée à plusieurs reprises par la France, mais elle est reprise par les Britanniques en 1763. En 1782, pendant la guerre d'indépendance des États-Unis, Montserrat est brièvement prise par la France. Elle fait son retour au Royaume-Uni à la suite du traité de Versailles qui met fin au conflit.
L'abolition de l'esclavage en 1834 et la chute des prix du sucre de canne au cours du XIXe siècle ont un effet négatif sur l'économie de l'île. De plus, l'île souffre régulièrement des ouragans et des tremblements de terre[réf. nécessaire].
De 1871 à 1958, l'île fait partie de la colonie fédérale des îles sous-le-vent, puis devint une province de la Fédération des Indes occidentales de 1958 à 1962.
Le suffrage universel est instauré pour tous les habitants pour la première fois en 1952[réf. nécessaire].

### Autonomie politique
En 1960, Montserrat obtient l'autonomie politique. La nouvelle constitution instaure un système ministériel. Les fonctions de chef du gouvernement sont assurées par le Ministre en chef. William Henry Bramble, chef du Parti travailliste de Montserrat, est le premier à occuper ce poste. Alors que beaucoup de colonies britanniques se tournent de plus en plus vers le statut d’État associé ou accèdent à l'indépendance, W.H. Bramble cherche au contraire a conserver le statut de simple autonomie de l'île car il doute de la possibilité d'une aussi petite entité que Montserrat à vivre sans le soutien du Royaume-Uni.

### Catastrophes naturelles destructrices

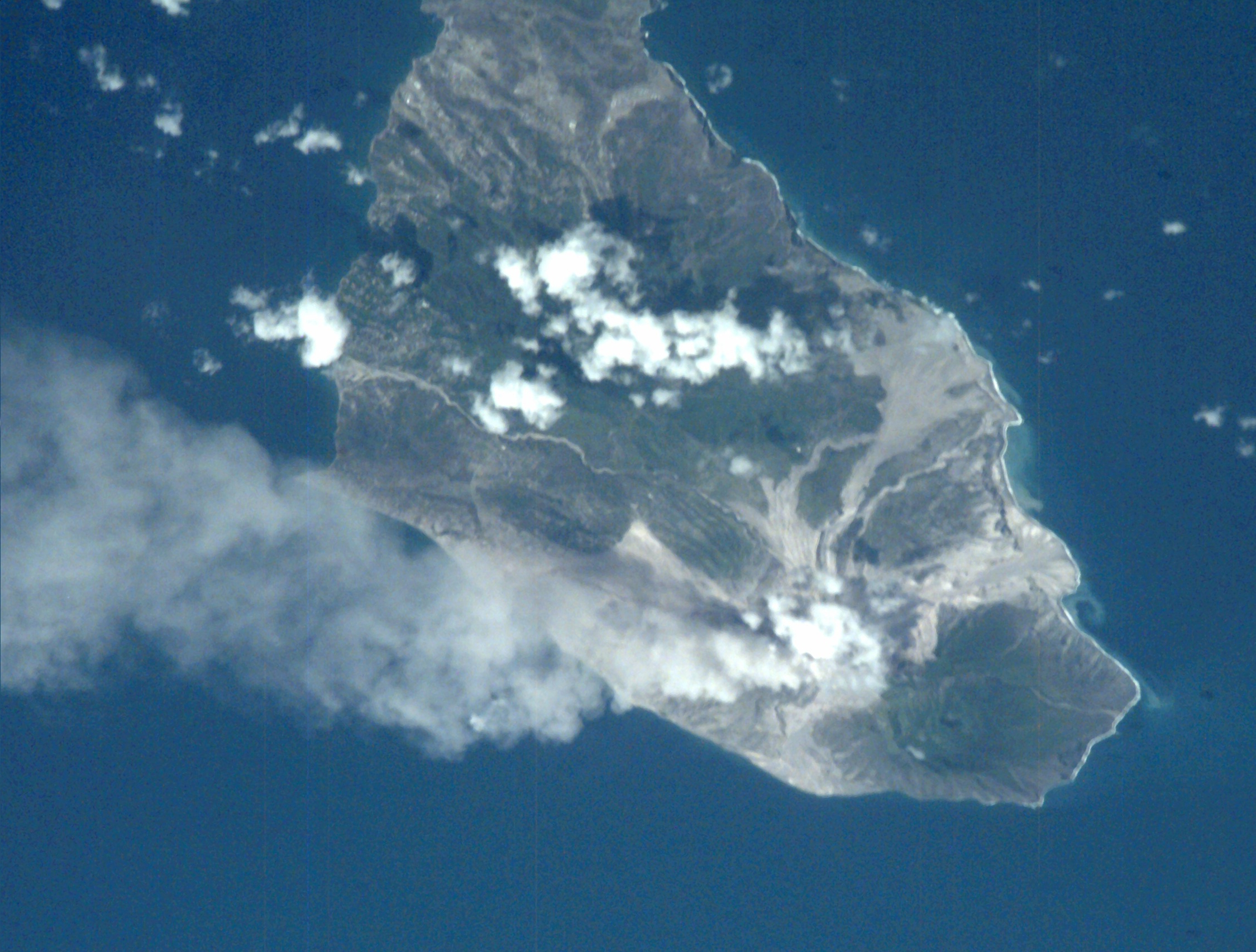
La soufrière de Montserrat en activité.

Le 18 septembre 1989, le cyclone Hugo frappe l'île de Montserrat, endommageant 90 % des constructions (10 morts, et des dégâts atteignant 330 millions de dollars). Le 18 juillet 1995, le volcan de la Soufrière, jusqu'alors en sommeil, entre en activité et une première éruption cause des dégâts à la capitale Plymouth. En août 1995, le mois suivant, l'Ouragan Luis frappe les petites Antilles. La plage de Fox's Bay se replie de 20 mètres alors qu'elle ne recule normalement que de 2,3 mètres par an. En l'espace de 48 heures, les heurts marins provoquent l'équivalent de 10 ans d'érosion.
Le 25 juin 1997, une violente éruption entraîne la destruction totale de Plymouth et de son aéroport. Elle ravage toute la moitié sud de l'île, la rendant de fait inhabitable. Dix neuf personnes perdent la vie lors de cette éruption,. Soixante centimètres de cendres ont recouvert la capitale, mais d'autres zones ont été ensevelies sous 5-6 mètres de dépôts volcaniques,.
Le destroyer britannique HMS Liverpool (opérant alors dans les Caraïbes dans le cadre de la mission Atlantic Patrol (NORTH) joue un rôle majeur dans l'évacuation de la population de Montserrat vers d'autres îles, y compris Antigua-et-Barbuda. Il[précision nécessaire] a toutefois averti qu'il ne serait pas en mesure de faire face à beaucoup plus de réfugiés. De son côté, la France apporte son aide depuis l'île voisine de la Guadeloupe. Environ 7 000 personnes, soit les deux tiers de la population, quittent Montserrat dont 4 000 d'entre elles vont au Royaume-Uni.
En 1998, après le passage de l'Ouragan Georges, les maisons de Carr's Bay (sv) sont toutes rasées.
Le 11 décembre 2006, une nouvelle éruption provoque une coulée de lave qui engloutit le seul golf de la ville et dessine un canyon qui n'existait pas la veille[précision nécessaire]. L'un des deux seuls hôtels de l'île ferme, car maintenant confiné dans la nouvelle zone interdite.
Le volcan connaît une nouvelle éruption le 30 décembre 2008. Son dôme explose le 11 février 2010, entraînant des nuées ardentes et un nuage de cendres sur la Guadeloupe et provoquant la fermeture temporaire de l'aéroport de Pointe-à-Pitre. Les cendres d'une forte éruption de la Soufrière en mai 2010 s'élevent à 10 kilomètres dans les airs et recouvrent une partie de la Guadeloupe. Mi-septembre 2019, le Volcanic Ash Advisory Center de Washington annonce une reprise de l'activité de la Soufrière, une information que les autorités de l'île démentent quelques jours plus tard.

### Reconstruction
Après l'occurrence de ces catastrophes naturelles, les autorités de l'île choisissent de planter des Coccoloba uvifera et des Ipomoea pes-caprae pour restabiliser le substratum de ses plages. Une largeur minimale de zone non constructible sur le littoral est définie.
Après le décès de Diana, princesse de Galles, en 1997, les autorités de l’île entament le processus de demande d’approbation du nom de la nouvelle capitale, Port Diana. Par ailleurs, le développement de cette région se poursuit avec la construction d'un nouvel aéroport (aéroport John A. Osborne) près du bourg de Geralds. Inauguré officiellement par la princesse Anne en février 2005, il accueille son premier vol commercial le 11 juillet suivant. D’un coût de 18,5 millions de dollars, il est constitué d’une très petite piste de 540 m de long, ce qui n’autorise que des petits avions, principalement en provenance d’Antigua. Cette solution est critiquée à l’époque car, inaccessible aux longs courriers directs depuis Londres, elle ne permet pas vraiment l’arrivée significative des touristes, donc leurs devises. La question de l’extension voire de la création d’un autre aéroport se pose toujours (The Montserrat Reporter (en) 2015). Mais l’exigüité et la configuration de l’île limitent les possibilités et les aides britanniques et européennes sont globalement en diminution.
En 2012, le gouvernement local établit un plan de construction de bâtiments gouvernementaux dans le village de Little Bay situé sur la côte nord-ouest de l'île et dans une zone hors de toute activité volcanique. Ce plan comporte également un nouveau port devant pouvoir accueillir des navires faisant jusqu'à 300 mètres de long. Selon les autorités montserratiennes, cela doit également profiter au trafic des navires de croisière. Le coût total est estimé à au moins 200 millions de dollars, la moitié étant liée au financement du port. En 2013, les premiers travaux débutent pour préparer la zone à la construction. Malheureusement en 2017, les ouragans Irma et Maria causent d'importants et d'irrémédiables dégâts. En mai 2019, la construction du port commence puis elle est interrompue début 2020 à cause de la pandémie de COVID-19. Le projet de développement du port et de la cité administrative de Little Bay est finalement remis en chantier en juin 2022. Doté d'un budget de 28 millions de livres sterling, il est financé par le gouvernement local, le Département du développement international du Royaume-Uni et la Banque de développement des Caraïbes.
En 1998, le gouvernement britannique accorde aux Montserratiens les droits de résidence dans le royaume puis la citoyenneté britannique en 2002.
L'office du tourisme de l'île prévoit, dans son plan stratégique de 2019-2022, de rebaptiser le volcan de la Soufrière "le Montserrat" et de lui dédier une fête nationale.

## Géographie

Topographie de Montserrat.

L'île de Montserrat fait partie des Îles du Vent (Leeward Islands en anglais) et se situe à 39 km au sud-ouest d'Antigua, et respectivement à 62 km et 93 km au sud-est de Niévès et de Saint-Kitts, à 55 km au nord-ouest de la Guadeloupe et à 392 km à l'est-sud-est de Porto Rico. Elle est longue de 16 km et large de 11 km. La superficie de l'île atteint aujourd'hui 104 km2, dont environ 2 km2 gagnés sur la mer en raison de dépôts et de coulées volcaniques sur la côte sud-ouest de l'île. Depuis la reprise des éruptions en 1995, seuls 11 kilomètres de longueur de l'île sont accessibles.
Le relief de l'île est composé de quatre principaux massifs montagneux : Silver, Centre, Soufrière et Soufrière Sud.
Montserrat possède quelques petites îles côtières, comme Little Redonda au large de sa côte nord et Pinnacle Rock et Statue Rock proches de sa côte nord-est.
Selon les estimations de la CIA, datées de 2018, 30 % des terres de l’île sont classées comme agricoles, 20 % comme arables, 10 % comme pâturage permanent, 25 % comme forêts et le reste, soit les 45 % de la zone d'exclusion, comme "autre".
Depuis le réveil de la Soufrière en juillet 1995, la plupart des Montserratiens voient leur existence bouleversée. Près de la moitié d'entre eux ont quitté l'île et trouvé refuge ailleurs, notamment dans l'archipel voisin d'Antigua-et-Barbuda et au Royaume-Uni. Ceux qui sont restés et qui résident dans la zone à risque ont été évacués vers le nord de l'île, sur une portion qui représente un tiers du territoire.
L'eau de la source de Runaway Ghaut sur l'île de Montserrat est réputée excellente. Son débit d'eau est stable et permanent. Une légende locale affirme que ceux qui boivent de cette eau sont destinés à rester ou revenir à Montserrat.

### Climat
Montserrat a un climat de forêt tropicale humide (Af selon la classification climatique de Köppen) avec une température chaude et constante toute l'année, et beaucoup de précipitations. L'été et l'automne sont plus humides à cause des ouragans venus de l'Atlantique. La saison maximale des ouragans s'étend du début août à la fin octobre. La température moyenne toute l'année est de 27 °C. La période la plus chaude de l'année se situe entre août et octobre tandis que la plus fraîche est de décembre à avril lorsque les températures descendent jusqu'à 17 °C.

### Faune et flore sauvages
Montserrat, comme de nombreuses îles isolées, abrite des espèces végétales et animales rares et endémiques. Les travaux entrepris par le Montserrat National Trust en collaboration avec les jardins botaniques royaux de Kew (Royaume-Uni) se sont concentrés sur la conservation du pribby (Rondeletia buxifolia), une herbacée à fleurs rouges, dans la région des Center Hills. Jusqu'en 2006, cette espèce n'était connue que d'un seul livre sur la végétation de Montserrat. En 2006, les défenseurs de l'environnement ont également sauvé plusieurs plantes de l'orchidée de Montserrat (Epidendrum montserratense) en voie de disparition sur des arbres morts sur l'île et les ont installées en sécurité dans le jardin botanique de l'île.
L'île abrite également la grenouille géante des fossés (Leptodactylus fallax), en danger critique d'extinction, connue localement sous le nom de poulet de montagne, que l'on ne trouve qu'à Montserrat et à la Dominique. L'espèce a subi des déclins catastrophiques en raison de la maladie des amphibiens, la chytridiomycose, et de l'éruption volcanique de 1997. Des experts du Durrell Wildlife Conservation Trust (Jersey) ont travaillé avec le département de l'environnement du ministère de l'Agriculture de Montserrat pour conserver la grenouille in situ dans le cadre d'un projet intitulé « Saving the Mountain Chicken » (« Sauvons le poulet de montagne »), et une population reproductrice en captivité ex situ a été mise en place en partenariat avec le Durrell Wildlife Conservation Trust, la Zoological Society of London, le zoo de Chester, le zoo de Parken (Suède) et les gouvernements de Montserrat et de la Dominique. Des réintroductions d'amphibiens ont déjà eu lieu dans l'espoir d'augmenter leur nombre en milieu sauvage et de réduire le risque d'extinction dû à la chytridiomycose.
L'oiseau national est l'oriole endémique de Montserrat (Icterus oberi). La Liste rouge de l'UICN (Union internationale pour la conservation de la nature) le classe comme vulnérable, après l'avoir précédemment répertorié comme étant en danger critique d'extinction. Des populations captives sont détenues dans plusieurs zoos au Royaume-Uni, notamment dans ceux de Chester, Londres, Jersey et d'Édimbourg. D'autre part, Montserrat est le foyer de trois espèces de colibri, alors que les autres îles des Antilles n'en recensent généralement que deux.
Le galliwasp de Montserrat (Diploglossus montisserrati), un type de lézard, est endémique de Montserrat et figure sur la liste rouge de l'UICN comme étant en danger critique d'extinction. Un plan d'action pour les espèces a été élaboré pour cette espèce.
En 2005, une évaluation de la biodiversité des Centre Hills a été menée. Pour soutenir le travail des écologistes locaux, une équipe de partenaires internationaux, dont le Durrell Wildlife Conservation Trust (Jersey), les Jardins botaniques royaux de Kew (Royaume-Uni), la Royal Society for the Protection of Birds (Royaume-Uni) et la Montana State University (États-Unis), a mené des enquêtes approfondies et collecté des données biologiques. Des chercheurs de la Montana State University ont découvert que la faune invertébrée était particulièrement riche sur l'île. Le rapport a révélé que le nombre d'espèces d'invertébrés connues à Montserrat est de 1241. Le nombre d'espèces de coléoptères connues est de 718 espèces de 63 familles. On estime que 120 invertébrés sont endémiques à Montserrat.
Montserrat est connue pour ses récifs coralliens et ses grottes le long du rivage. Ces grottes abritent de nombreuses espèces de chauves-souris et des efforts sont en cours pour surveiller et protéger les dix espèces de chauves-souris de l'extinction.
La tarentule de Montserrat (Cyrtopholis femoralis) est la seule espèce de tarentule originaire de l'île. Elle a été élevée pour la première fois en captivité au zoo de Chester en août 2016.

## Politique et gouvernement

### Pouvoirs exécutif et législatif
Montserrat est un territoire d'outre-mer du Royaume-Uni doté d'un régime parlementaire (Système de Westminster) dont le chef d'État est le roi Charles III. Le monarque est représenté par un gouverneur nommé par le gouvernement britannique. L'actuelle titulaire est Sarah Tucker (en) depuis le 6 avril 2022.
Le pouvoir exécutif est exercé par le gouvernement alors que le premier ministre est le chef du gouvernement. Celui-ci est nommé par le gouverneur parmi les membres de l’Assemblée législative. C'est habituellement le chef du parti qui a la majorité des sièges qui occupe ce poste. Depuis les élections législatives du 24 octobre 2024, c'est Reuben Meade, chef de file de l'Alliance unie (UA) qui exerce cette fonction. Les membres du gouvernement sont nommés par le gouverneur parmi les élus de l’Assemblée législative sur proposition du Premier ministre.
Le pouvoir législatif appartient au gouvernement et à l’Assemblée législative.
L'Assemblée législative de Montserrat est un parlement monocaméral composé de onze membres. Neuf d'entre eux sont élus pour un mandat de cinq ans au scrutin majoritaire plurinominal dans une unique circonscription électorale. Les deux autres, le procureur général et le secrétaire des Finances, en sont membres de droit en leur qualité de membres du gouvernement. L'Assemblée législative a été créée à la suite de la promulgation d'une nouvelle constitution en 2011, succédant ainsi au Conseil législatif. Les premières élections organisées selon les nouvelles règles ont lieu le 11 septembre 2014.
Les principaux partis politiques actuels sont l'Alliance unie (au pouvoir depuis 2024), le Mouvement pour le changement et la prospérité et le Mouvement démocratique populaire. Deux nouveaux partis, le Montserrat United Labour Party et le Montserrat National Congress sont créés à l'occasion des élections législatives de novembre 2019. Il est à noter que les partis montserratiens n’adhèrent pas à une idéologie définie unique et sont difficiles à distinguer les uns des autres.
L'âge légal de vote est 18 ans.

### Administration
L'île est divisée en trois paroisses (parishes en anglais) ou paroisses civiles. 

Carte des paroisses de Montserrat.

#### Paroisses
- Saint Anthony
- Saint George
- Saint Peter

#### Villes et villages

##### Villages et villes dans la zone de sécurité
- Baker Hill
- Banks
- Barzeys
- Blakes
- Brades (De facto la capitale et le centre de gouvernement, en attendant la fin des travaux à Little Bay)
- Carr's Bay
- Cavalla Hill
- Cheap End
- Cudjoe Head
- Davy Hill
- Dick Hill
- Drummonds
- Frith
- Flemmings
- Fogarty
- Geralds (comprend le nouvel aéroport)
- Hope
- Jack Boy Hill
- Judy Piece
- Katy Hill
- Lawyers Mountain
- Little Bay (port et ville en construction. Siège de la future capitale)
- Lookout
- Manjack
- Mongo Hill
- New Windward Estate
- Nixons
- Old Towne
- Olveston
- Salem
- Shinlands
- St. John's
- St. Peter's
- Sweeney's
- Woodlands

##### Villes et villages abandonnés car situés dans la zone d'exclusion. Ils ne sont plus accessibles ni habitables
- Bethel
- Bramble
- Bugby Hole
- Cork Hill
- Dyers
- Elberton
- Fairfield
- Fairy Walk
- Farm
- Farrells
- Farells Yard
- Gages
- Garibaldi Hill
- Happy Hill
- Harris
- Hermitage
- Kinsale
- Lees
- Locust Valley
- Long Ground
- Molyneux
- Morris
- Plymouth (capitale officielle mais désormais abandonnée)
- Richmond
- Spanish Point
- St. George's Hill
- St. Patrick's
- Streatham
- Trants
- Trials
- Tuitts
- Weekes
- Windy Hill

### Pouvoir judiciaire
Le pouvoir judiciaire est indépendant des pouvoirs exécutif et législatif.
La Cour suprême de la Caraïbe orientale est la juridiction la plus élevée  de l'ordre judiciaire  de Montserrat. Elle est la Haute Cour de l'organisation des États de la Caraïbe orientale (OECO). Son siège est à Castries, capitale de Sainte-Lucie. Elle possède une compétence illimitée dans chacun des États membres de l'organisation. Ses décisions peuvent toutefois être jugées en cassation par le Conseil privé à Londres. Elle est composée de la Haute Cour de justice et de la Cour d'appel.
Le 10 mai 1991, l’ordonnance sur les Territoires des Caraïbes est entrée en vigueur, abolissant officiellement la peine de mort pour meurtre à Montserrat.

### Police
Les services de police relèvent principalement du Royal Montserrat Police Service (en).
Montserrat est membre d'Interpol.

### Affaires étrangères et Défense
La Royal Montserrat Defence Force (en) est l’unité de défense nationale de l'île. Formée en 1899, l’unité est aujourd’hui une force réduite d’une quarantaine de soldats volontaires, principalement affecté à la défense civile et aux tâches cérémonielles. L’unité a une relation historique avec les Irish Guards.
Les Affaires étrangères, la Défense, la sécurité intérieure, les services publics et financiers extraterritoriaux de Montserrat sont gérés par le Royaume-Uni. La Royal Navy maintient un navire en permanence dans les Caraïbes (HMS Medway) et y diligente un autre navire de la Royal Navy ou de la Royal Fleet Auxiliary dans le cadre de la mission Atlantic Patrol (NORTH)  La mission principale de ces navires dans la région est de maintenir la souveraineté britannique dans les territoires d’outre-mer, de fournir de l’aide humanitaire et des secours en cas de catastrophe, comme les ouragans, qui sont courants dans la région, et de mener des opérations de lutte contre les trafics de stupéfiants.
Le Comité des Nations unies pour la décolonisation inclut Montserrat sur sa liste des territoires non autonomes. Cependant, l'éventuel mouvement vers l'indépendance est stoppé à cause des éruptions volcaniques et de l'évacuation de population qui en résulte.

### Organisations internationales
Montserrat est membre à part entière de la Communauté caribéenne (CARICOM) depuis le 1er mai 1974 et de l'Organisation des États de la Caraïbe orientale (OECO) depuis le 18 juin 1981. L'île est également membre de la Banque de développement des Caraïbes, dont le siège est à Bridgetown (La Barbade) et membre associé de la Commission économique pour l'Amérique latine et les Caraïbes, dont le siège caribéen est à Port-d'Espagne (Trinité-et-Tobago).
Montserrat fait aussi partie de la Confédération internationale des syndicats libres[réf. nécessaire].

## Économie
De 1960 à 1970, le Ministre en chef H.W. Bramble développe l'économie mais aussi le système d'éducation, le système social et améliore les droits des travailleurs. Il met en place un plan de développement en trois parties : développement de l'agriculture, en particulier des fruits et légumes, à destination des autres îles ; développement d'un tourisme de résidences secondaires et développement d'un secteur bancaire pour les non-résidents privilégiant des accords particuliers avec le Royaume-Uni, les États-Unis ou le Canada. L’ancien aéroport de Montserrat (aujourd'hui hors-service car situé en zone d'exclusion) a été nommé en son honneur.

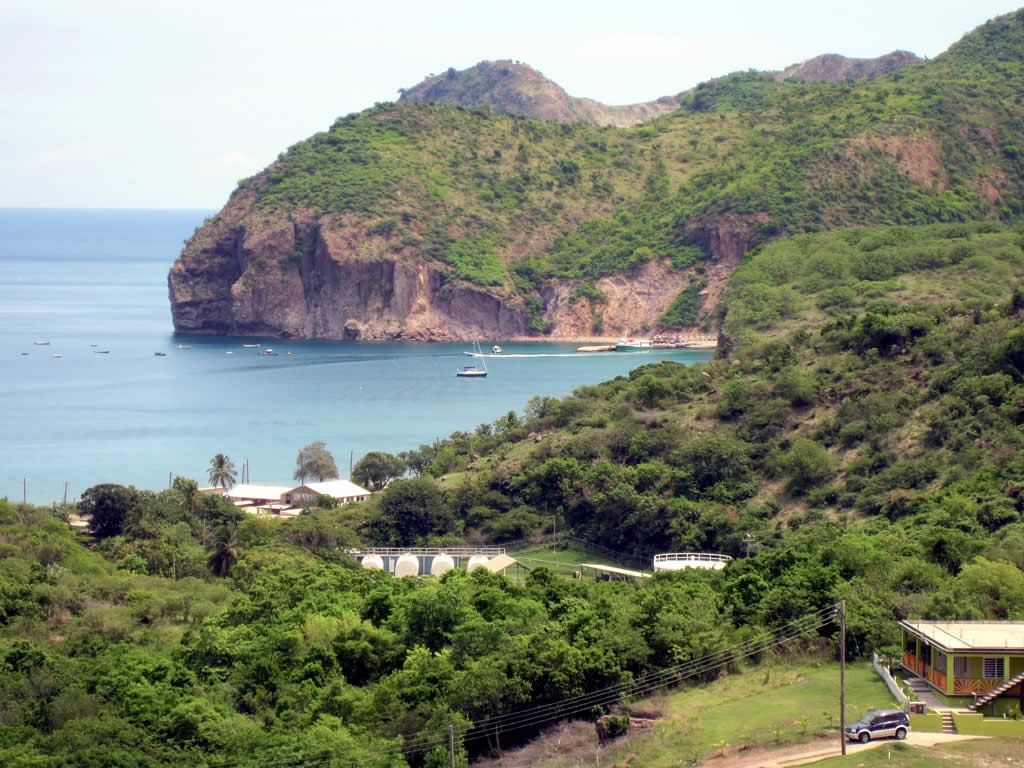
Little Bay, site de la nouvelle capitale. Le projet est financé par le Département du Développement international du Royaume-Uni.

Au début des années 1960, l'île devient une destination à la mode dans le milieu du show-business. George Martin, le producteur des Beatles, y ouvre en 1979 un studio d'enregistrement, où se rendent les Rolling Stones. L'ancienne résidence de George Martin, Olveston House, est désormais reconvertie en restaurant et guest house. 7 000 touristes visitent l'île en 2017. L'île est aussi prisée par les retraités américains, canadiens et britanniques.
L'activité volcanique, commencée en juillet 1995, a freiné la faible économie. En juin 1997, une éruption catastrophique détruit l'aéroport et les ports, provoquant un bouleversement économique et social. Les deux tiers des 12 000 habitants fuient l'île. Certains y retournent en 1998, mais le manque d'habitations en limite le nombre. Le gouvernement du Royaume-Uni lance un programme d'aide de 122 millions de dollars sur trois ans pour aider à reconstruire l'économie.
Le secteur agricole continue à être affecté par le manque de terres pour la culture et l'élevage, et par la destruction des récoltes.
Comme l'île est très petite avec seulement environ 5 000 habitants, très peu d'établissements restent ouverts après 19h00 ou le dimanche. Les bureaux du gouvernement sont ouverts de 8h00 à 16h00. La Banque de Montserrat, sise à Brades, est le seul établissement bancaire présent sur l'île. Elle n'est ouverte que les jours ouvrables de 8h00 à 14h00 (15h00 le vendredi). Il est possible d'échanger les devises suivantes : euro, livre sterling, dollar américain, dollar canadien et dollar de la Barbade.
La monnaie officielle de Montserrat est le dollar EC.

### Devise monétaire
Le Dollar des Caraïbes orientales est la monnaie de Montserrat et de sept autres pays et territoires anglophones des Petites Antilles depuis 1965. En anglais, la devise s'appelle East Caribbean dollar ou plus communément EC dollar (prononcer « i-ci dollar ») et se note EC$ (de préférence à $ pour éviter les confusions, notamment au sein de l’Organisation des États de la Caraïbe orientale (OECO). Il est émis par la Banque centrale des Caraïbes orientales (BCCO, en anglais : Eastern Caribbean Central Bank, ECCB), dont le siège se trouve à Basseterre, capitale de l'État voisin de Saint-Kitts-et-Nevis .
Le taux de change du dollar de la Caraïbe orientale par rapport au dollar US est de 2,7 pour 1 (taux fixe depuis 1976).

### Paradis fiscal
En janvier 2014, le pays figure sur la liste française des paradis fiscaux.

### Indicateurs économiques en 2021[40]
PIB : 67 millions de dollars (US$)
Taux annuel de croissance du PIB (en 2015): 5,9%
PIB par habitant (en milliers de US$): 13 487,5
Économie (agriculture en % de la valeur ajoutée brute): 1,1%
Économie (industrie en % de la valeur ajoutée brute): 15,2%
Économie (services et autres activités en % de la VAB): 83,7%
Chômage (en % de la population active): 5,6%
IPC (indice des prix à la consommation): 107
Commerce international (exportations en millions de US$): 5
Commerce international (importations en millions de US$): + 31
Commerce international (solde en millions de US$): - 25

### Transports
Depuis son ouverture en 2005, l'aéroport John A. Osborne est désormais le seul en activité sur l'île. Il permet la reprise du service aérien commercial régulier de et vers Montserrat pour la première fois depuis 1997, lorsque l'aéroport WH Bramble, situé sur la côte centre-est de l'île, a été détruit par l'éruption du volcan de la Soufrière. Un service régulier vers Antigua est assuré par FlyMontserrat et ABM Air. Des vols charters sont également disponibles vers les îles environnantes.
Le service de ferry vers l'île était assuré par le Jaden Sun Ferry. Il reliait Heritage Quay situé à Saint John's, principale ville d'Antigua, à Little Bay à Montserrat. Le trajet durait environ une heure et demie et fonctionnait cinq jours par semaine. Ce service s'est arrêté en 2019 car il n'était pas économiquement viable et le seul accès à Montserrat se fait désormais par voie aérienne.
Entre 1997 et 2005, Montserrat n'est accessible que par hélicoptères, bateaux et hydravions.

## Population

### Langues
L'anglais est la seule langue officielle et la principale langue parlée. Quelques milliers de personnes parlent le creole de Montserrat (en), un dialecte de l'anglais créole de la zone nord des Iles sous le vent.
Au XVIIe siècle, l'irlandais est parlé du fait de la forte présence de colons originaire de l'Eire depuis la fondation de la colonie en 1628. La plupart d'entre eux sont des serviteurs sous contrat, d'autres sont des marchands ou des propriétaires de plantations. Le géographe Thomas Jeffrey a affirmé dans The West India Atlas (1780) que la majorité des habitants de Montserrat sont soit irlandais, soit d'origine irlandaise, « afin que l'utilisation de la langue irlandaise soit préservée sur l'île, même parmi les nègres ». Il existe des preuves indirectes que l'utilisation de la langue irlandaise s'est poursuivie à Montserrat jusqu'au moins au milieu du XIXe siècle. Le diariste de Kilkenny et érudit irlandais Amhlaoibh Ó Súilleabháin (en) note en 1831 qu'il a entendu dire que l'irlandais était encore parlé à Montserrat par les habitants noirs et blancs. En 1902, l'Irish Times cite le Montreal Family Herald dans une description de Montserrat, notant que « les nègres parlent encore aujourd'hui le vieux gaélique irlandais, ou l'anglais avec un accent irlandais. On raconte l'histoire d'un homme de Connaught qui, arrivé sur l'île, a été, à son grand étonnement, salué dans un irlandais vernaculaire par le peuple noir ». Le phonéticien britannique John C. Wells a mené des recherches sur la langue à Montserrat en 1977-1978 (qui comprenait également des Montserratiens résidant à Londres). Il découvre que les affirmations des médias selon lesquelles le langage irlandais, qu'il soit anglo-irlandais ou gaélique irlandais, et qui influencerait le langage contemporain de Montserrat, sont largement exagérées. Il trouve peu de choses dans la phonologie, la morphologie ou la syntaxe qui puissent être attribuées à l'influence irlandaise, et dans le rapport de Wells, seul un petit nombre de mots irlandais utilisés, un exemple étant minseach qui, selon lui, est le mot chèvre.

### Démographie
Montserrat compte 12 000 habitants avant la première éruption volcanique de la Soufrière en 1995. 8 000 personnes quittent l’île à cause des éruptions de 1995 et 1997, pour se réfugier à Antigua et au Royaume-Uni. Depuis, quelques Montserratiens sont revenus. L’île compte 5 164 habitants en 2012. Au dernier recensement de 2022, le nombre d'habitants s'élève à 5 414 personnes.
En 2022, le taux de mortalité infantile total est de 10,36 décès pour 1 000 naissances et le taux de fécondité est de 1,32 enfant par femme. L'espérance de vie à la naissance, pour la population totale, est de 75,7 ans, 76,66 ans pour les hommes et de 74,7 ans pour les femmes. Le taux de croissance de la population est de 0,5 % (estimation 2022). Le taux de la natalité est de 10,9 naissances pour 1 000 habitants et celui de la mortalité est de 5,91 décès pour 1 000 habitants tandis que le taux de migration nette est de 0 migrant pour 1 000 habitants.
L'âge médian total est de 34,8 ans. Il s'élève à 34,1 ans pour les hommes et 35,6 ans pour les femmes (est. de 2020).
La population urbaine est estimée à 9,2 % de la population totale (est. de 2022).
En 2018, la population de l'île est composée des groupes ethniques suivants: Africains/Noirs (86.2%), mixtes (4,8 %), Hispaniques/Espagnols (3 %), Caucasiens/Blancs (2,7 %), Indiens de l'Est/Indiens (1,6 %) et autres (1,8 %).

### Religions
En 2018, la grande majorité des Montserratiens (71.4 %) est de rite protestant (dont 17,7 % d'Anglicans, 16,1% de Pentecôtistes/Évangélistes, 15 % d'Adventistes du septième jour, 13,9 % de Méthodistes, 6,7 % de membres de l'Église de Dieu en Christ et 2 % d'autres Protestants) alors que le reste de la population est catholique romaine (11,4%), rastafarienne (1,4 %), hindoue (1,2 %), membre des Témoins de Jéhovah (1 %), musulmane (0,4 %), appartient à d'autres religions ou ne se prononce pas (5,1 %) et déclare n'en avoir aucune (7,9 %).

## Culture
Sir George Martin, le producteur des Beatles posséde une maison et un studio à Plymouth depuis 1979 : le studio AIR, où The Police, Stevie Wonder, Elton John, Indochine, Dire Straits et de nombreux autres grands artistes sont venus enregistrer leurs disques, en toute quiétude. Des chefs-d'œuvre y sont créés, en partie grâce à l'hospitalité et la discrétion des Montserratiens. Le studio est détruit en 1997 mais le « cinquième beatle », décédé en 2016, n'a pas quitté l'île.
Le 17 mars, jour de la Saint-Patrick est férié dans l'île. Montserrat est d'ailleurs le seul territoire en dehors de l'Irlande à avoir rendu ce jour férié. Du fait de la présence à Montserrat d'Irlandais catholiques, chassés des autres îles de la région par les Britanniques protestants, la population a fait perdurer au fil des siècles quelques traditions de la culture irlandaise. Le vert est la couleur nationale de l'île, et son emblème comporte un trèfle.

### Patrimoine civil

#### Musées
- Montserrat Volcano Observatory (en)
- Jack Boy Hill Viewing Facility
- Montserrat National Trust
- Orivel Complex

#### Patrimoine religieux
- L'église Saint-Martin-de-Porrès, située à Salem
- L'église Saint-Patrick, située à Lookout

### Hymne et chanson nationale
Étant un territoire britannique d'outre-mer, l'hymne national de Montserrat est "God Save the King". L'hymne est spécifiquement joué en présence du monarque ou de la gouverneure, sa représentante officielle sur l'île.
Outre l'hymne national, Montserrat a une chanson nationale connue sous le nom de "Motherland! (en)". La musique a été composée par l'universitaire J.A. George Irish (en) et les paroles écrites par l'ancien gouverneur par intérim de Montserrat, Sir Howard A. Fergus (en). "Motherland" a été officiellement promulguée par l'Assemblée législative de Montserrat en tant que chanson territoriale de Montserrat en 2014, après une recherche publique approfondie d'une chanson nationale grâce à la participation ouverte des Montserratiens au pays et à l'étranger. J.A. George Irish et Howard A. Fergus ont été les deux premiers récipiendaires du prix national historique de l'Ordre de l'excellence de Montserrat, la plus haute distinction accordée aux citoyens vivants pour leurs carrières distinguées dans l'éducation et le leadership communautaire. L'interprétation officielle soumise au gouvernement pour ses archives et son utilisation publique est réalisée par l'artiste internationale Ayanna Irish.
La version originale de la chanson a été écrite comme un "hymne nationaliste" non officiel intitulé "Oh Emerald Isle" pour exprimer une fierté culturelle naissante qui a émergé au début des années 1970 dans le cadre d'un renouveau éducatif et culturel à Montserrat sous la direction du jeune universitaire, le Dr J. A. George Irish, dans son rôle de directeur académique et administratif de la branche extra-murale locale nouvellement créée de l'Université des Antilles. Le Centre universitaire de Montserrat est alors devenu le centre dynamique d'un large éventail d'activités culturelles impliquant des éducateurs et des artistes.

#### Paroles de"Motherland!" ("Mère patrie!")
| Oh Montserrat, dear Motherland Your children raise your standard high. In toil and tears to serve you well, A crowning jewel from God’s hand. Chorus: Oh Montserrat, by nature blest To you your children sing Come well or woe, come friend or foe To you your people cling. Rise up and make our country great With art and skill and sacrifice With masque and drum we celebrate, Triumphant masters of our faith. Chorus We sing our land in harmony May God be our eternal God° And make Montserrat a house of hope, A haven in the Carib Sea. Chorus No pestilence shall mar your shore No fount of sadness overwhelm A people striving under God Their spirits free forevermore. Chorus No pestilence pollutes her shore No fount of sadness overwhelm A people striving under God Their spirits free forever more. Chorus | Oh Montserrat, chère mère patrie Vos enfants élèvent votre niveau haut. En labeur et en larmes pour bien te servir, Un joyau de couronnement de la main de Dieu. Refrain : Oh Montserrat, par nature bénie Pour toi tes enfants chantent Viens bien ou malheur, viens ami ou ennemi À toi ton peuple s'accroche. Lève-toi et rends notre pays grand Avec art, compétence et sacrifice Avec masque et tambour nous célébrons, Maîtres triomphants de notre foi. Refrain Nous chantons notre terre en harmonie Que Dieu soit notre Dieu éternel Et faire de Montserrat une maison d'espoir, Un havre de paix dans la mer des Caraïbes. Refrain Aucune peste ne troublera votre rivage Aucune source de tristesse ne submerge Un peuple qui lutte sous Dieu Leurs esprits libres pour toujours. Refrain Aucune peste ne pollue son rivage Aucune source de tristesse ne submerge Un peuple qui lutte sous Dieu Leurs esprits se libèrent pour toujours. Refrain |

## Fêtes nationales
Montserrat célèbre l'anniversaire officiel de son monarque qui est généralement fêté le deuxième samedi de juin.
Depuis 1985, les habitants de Montserrat ont fait du 17 mars, jour de la Saint-Patrick, un jour férié et une fête de dix jours pour commémorer le soulèvement d'esclaves du 17 mars 1768. Leur lutte échoua mais elle ne fut pas oubliée. L'esclavage sera aboli en 1834. Les festivités célèbrent la culture et l'histoire de Montserrat dans le chant, la danse, la nourriture et la tradition.

## Médias
Le quotidien Montserrat Reporter [archive] est le seul journal de l'île .
Le service de radio publique est fourni par Radio Montserrat (en) (ZJB). La station propose une large sélection de musique et d'actualités sur l'île et également sur Internet pour les Montserratiens vivant à l'étranger.
Il existe un seul diffuseur de télévision, People's Television (PTV). Un service de télévision par câble et par satellite est également disponible.

## Communication et codes
L'île est desservie par des téléphones fixes, entièrement numérisés, avec 3000 abonnés et par des téléphones portables, avec un nombre estimé de 5000 combinés en service. On estime que 2860 utilisateurs ont accès à Internet (estimations de juillet 2016).
Le code postal britannique pour diriger le courrier vers Montserrat est MSR suivi de quatre chiffres selon la ville de destination, par exemple, le code postal de Little Bay est MSR1120.

## Sport
Montserrat possède sa propre équipe nationale de football depuis 1973. Celle-ci a participé deux fois au premier tour qualificatif de la Coupe du monde en 2002 et 2006. Montserrat est classée 199e et dernière au classement FIFA des équipes nationales de football, rang qu'elle partage avec les Îles Cook, Saint Marin, Anguilla, Aruba, le Timor oriental, la Papouasie-Nouvelle-Guinée, Guam et les Samoa américaines. Le documentaire L'Autre Finale traite d'un match amical entre le Bhoutan et Montserrat, organisé le même jour que la finale de la Coupe du monde 2002.
En cricket, Montserrat est représentée au niveau international, par l'équipe des Indes occidentales, comme plusieurs autres pays et territoires britanniques d'outre-mer des Caraïbes. Jusqu'aux débuts internationaux de Lionel Baker en 2008, Montserrat n'avait jamais fourni de joueur à la sélection.